# Anton Diabelli
Anton Diabelli (Mattsee, 1781. szeptember 5. - Bécs, 1858. április 7.) osztrák zenész, zeneszerző, zeneműkiadó.

## Élete
Olasz eredetű családban Mattsee településen, Salzburgtól nem messze született. Később környezete a papságot ajánlotta neki, de ő a zenéhez vonzódott, annál is inkább, mert Michael Haydntől leckéket kapott. Nem sokkal később Bécsbe került, ahol zongorázni és gitározni tanult. Itt került kapcsolatba Pietro Cappival. Sok négykezes darabot is írt. Egyik ismert műve a Sonatina, Op. 168. A feleségével alapított egy kiadócéget, amelyet később Schubert folytatott.[forrás?] A cég neve Cappi & Diabelli volt, ám később valamilyen ok miatt hirtelen megszűnt.
A bécsi Szent Márk-temetőben helyezték végső nyugalomra.

## Fordítás

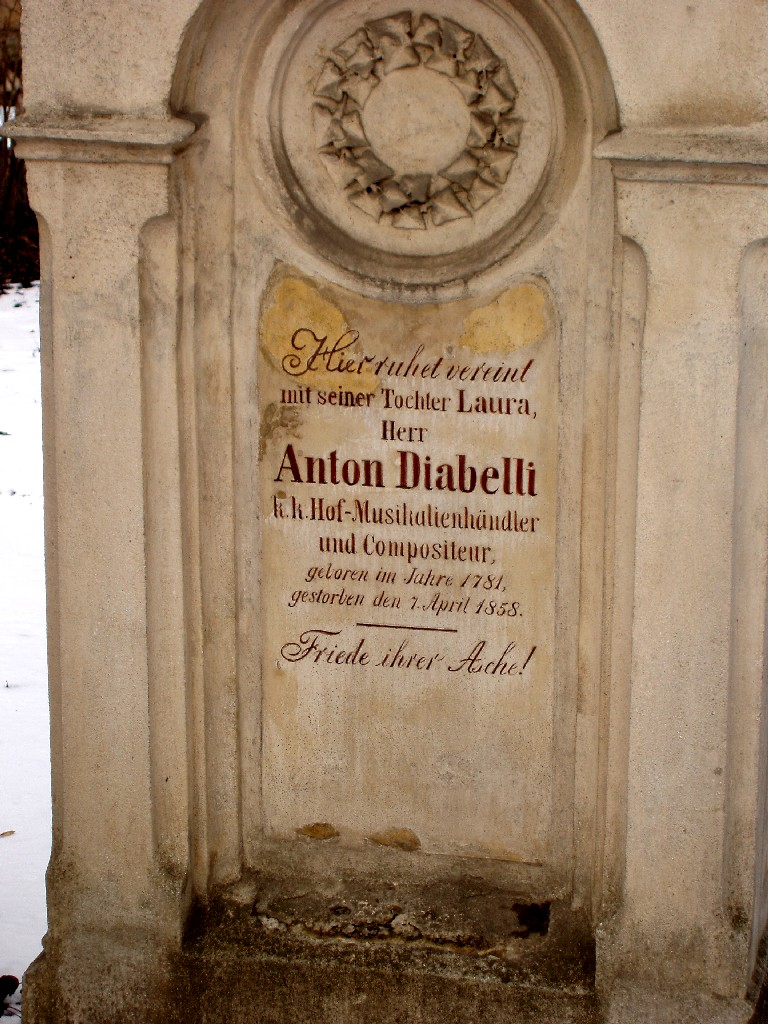
Sírja a bécsi Szent Márk-temetőben

- Ez a szócikk részben vagy egészben  az   Anton Diabelli című német Wikipédia-szócikk fordításán alapul.  Az eredeti cikk szerkesztőit annak laptörténete sorolja fel. Ez a jelzés csupán a megfogalmazás eredetét és a szerzői jogokat jelzi, nem szolgál a cikkben szereplő információk forrásmegjelöléseként.